# Organisation intergouvernementale
Pour les articles homonymes, voir IGO.
Une organisation intergouvernementale ou OIG (en anglais, intergovernmental organization ou IGO) est un type d'organisation internationale destinée à établir des relations entre organismes gouvernementaux.

## Définition
Pour Michel Virally, une OIG peut être définie comme « une association d’États, établie par accord entre ses membres et dotée d’un appareil permanent d’organes, chargé de poursuivre la réalisation d’objectifs d’intérêt commun par une coopération entre eux ».

## Histoire
Selon Jean-Louis Iten, l’idée d’associer les acteurs privés au fonctionnement d’une organisation internationale ne date pas d’hier. En effet, dans le cadre de la Société des Nations, créée après la Première Guerre mondiale, des acteurs privés jouaient un rôle important d’un point de vue normatif. Des organisations non gouvernementales étaient présentes et avaient la qualité d’assesseurs dans différents organes; la seule chose qui les différenciaient des membres permanents est que ces représentants n’avaient pas le droit de vote. C’est grâce à l’article 71 de la Charte des Nations unies que ces organisations non gouvernementales vont se voir reconnaître un statut consultatif, statut ouvert aux ONG, aux organisations nationales et ainsi qu’aux OIG .
La première organisation internationale créée serait la Commission centrale pour la navigation du Rhin en 1816 (après le Congrès de Vienne) après avoir pris racine dès 1804 par un accord passé entre la Confédération germanique et la France. En 1823 est créée la British and foreign anti-slavery society. Suivirent la création en 1865 de l’Union internationale du télégraphe (future Union internationale des télécommunications), basée à Genève, et celle en 1874 de l’Union générale des postes (future Union postale universelle), basée à Berne. Toutes deux furent rattachées aux Nations unies après leur création (en 1947 pour l’UIT et en 1948 pour l’UPU), et sont toujours opérationnelles.
La Cour permanente d'arbitrage est créée en 1899 par la Conférence internationale de la Paix ; l'Organisation internationale du travail (prix Nobel de la paix en 1969) et la Société des Nations sont créées en 1919. L'organisation des Nations unies a été créée officiellement le 24 octobre 1945, après la réunion internationale de San Francisco groupant 50 pays, commencée en avril 1945 et portant adoption de la Charte des Nations unies le 26 juin 1945.

## Distinction entre les différentes OIG
Il n’est pas possible de classer les différentes OIG car elles sont beaucoup trop nombreuses et diversifiées. En revanche il est possible d’établir plusieurs distinctions entre elles. Une seule OIG peut avoir différentes caractéristiques, par exemple être à la fois universelle avec un but de coopération.

### Organisations universelles et organisations régionales
Les premières OIG vont avoir pour but de rassembler différents États, c’est le cas par exemple de l’ONU alors que d’autres n’acceptent seulement que certains États en se basant sur des critères géographiques, comme un continent ou un sous-continent, ce qui est le cas de la Communauté économique européenne (CEE) ou l’Union africaine (UA).

### Organisations globales et organisations restreintes
Les OIG globales permettent l’unification de la société internationale en rendant durable la conception, la promotion et la défense d’intérêts généraux de la communauté internationale. Les États en tant que membres de la société internationale se doivent de faire entendre l'intérêt général de la communauté internationale ; c’est pour cela que ces organisations reposent sur le principe d’inclusion.
Les OIG restreintes quant à elles se fondent sur les intérêts particuliers et partagés de ses membres, en exprimant une pensée collective pour renforcer l’influence du groupe et d’en protéger ses membres. C’est le principe d’exclusion ici, qui est prôné; en effet on ne prend part à ces OIG que sur la base de critères sélectifs dans le but de renforcer la représentativité et l’effectivité de l’OIG.

### Organisations de coopération et organisations d'intégration
L’OIG peut seulement donner lieu à une institutionnalisation dans le but de donner un caractère permanent à une coopération interétatique, comme c’est le cas pour les Nations unies et dans ce cas, on parle d'organisations de coopération. Mais l’OIG peut aussi avoir pour but de faire émerger une nouvelle unité politique, économique et sociale visant à se substituer aux États membres, comme c’est le cas pour l’Union européenne ; dans ce cas de figure on parle d'organisations d'intégration.

## Exemples d'organisations intergouvernementales

### Les Nations unies

#### Mission
1. La principale mission des Nations unies est de maintenir la paix et la sécurité à un niveau international et pour ce faire, les Nations unies prennent des mesures collectives pour la prévention et la suppression des menaces contre la paix, ainsi que pour l’élimination des actes d’agressions ou toute autre entrave à la paix. Toutes ces mesures doivent être établies par des moyens pacifiques, en conformité avec l’ordre de la justice et du droit international. Les Nations unies se doivent aussi de prendre des mesures pour l’adoption ou le règlement de situations ou différends internationaux qui pourraient mener à une violation de la paix.
2. Les Nations unies ont aussi pour mission de développer des relations cordiales entre toutes les nations, basées sur le respect du principe de l’égalité des droits, et de l’autodétermination des peuples, ainsi que de prendre des mesures appropriées pour renforcer la paix universelle.
3. Les Nations unies doivent promouvoir la coopération internationale dans le domaine de la résolution des conflits internationaux ayant un caractère économique, social, culturel ou humanitaire et en promouvant et en encourageant le respect des droits de l’Homme celui des libertés fondamentales pour tous, sans distinctions basées sur la race, le sexe, la langue ou la religion.
4. Enfin, les Nations unies se doivent d’être un centre d’harmonisation des actions de toutes les nations afin de réaliser ces objectifs communs.

#### Membres
193 États sont membres des Nations unies. L'article 4 de la Charte des Nations unies énonce que « Peuvent devenir Membres des Nations unies tous autres États pacifiques qui acceptent les obligations de la présente Charte et, au jugement de l'Organisation, sont capables de les remplir et disposés à le faire. L'admission comme Membres des Nations unies de tout État remplissant ces conditions se fait par décision de l'Assemblée générale sur recommandation du Conseil de sécurité ».

### L'Union africaine

#### Mission
1. Arriver à une grande unité et solidarité entre les pays et les peuples africains.
2. Défendre la souveraineté, l’intégrité territoriale et l’indépendance des États membres.
3. Accélérer l’intégration du continent sur le plan politique et socio-économique.
4. Promouvoir et défendre les positions communes du continent africain sur des problèmes relatifs à l’Afrique et ses populations.
5. Encourager la coopération internationale, en prenant en compte la Charte des Nations unies et la Déclaration universelle des droits de l'homme.
6. De promouvoir la paix, la sécurité et la stabilité sur le continent, ainsi que les principes et institutions démocratiques, la participation populaire et la bonne gouvernance[5].

#### Membres
Il y a 55 États membres de l'Union Africaine, dont le Maroc, l'Afrique du Sud, le Bénin, le Cameroun, le Sénégal ou la Côte d'Ivoire…

## Pouvoirs et mode de décision
Ces organisations étant l'émanation de gouvernements n'ont que les pouvoirs que ceux-ci leur accordent dans le cadre de traités internationaux. Leurs décisions doivent être pour la plupart consensuelles et donc prises à l'unanimité ou à une très forte majorité des membres. Autrement dit elles ont rarement le statut d'organisation supranationale, ne représentant pas directement les citoyens.
Contrairement à l'État dont l'existence découle simplement de sa souveraineté, l'OIG résulte de la volonté des États. Cette volonté se matérialise dans un traité qui définit le « droit constitutionnel » de l'OIG. Le droit dérivé, issu de l'organisation doit se conformer au droit originaire de l'acte constitutif.
Les OIG ont une personnalité internationale. Elles sont des sujets autonomes du droit international public. Elles peuvent effectuer les mêmes actes juridiques que toute personne morale et conclure des traités.